# Heinrich Barth (Philosoph)

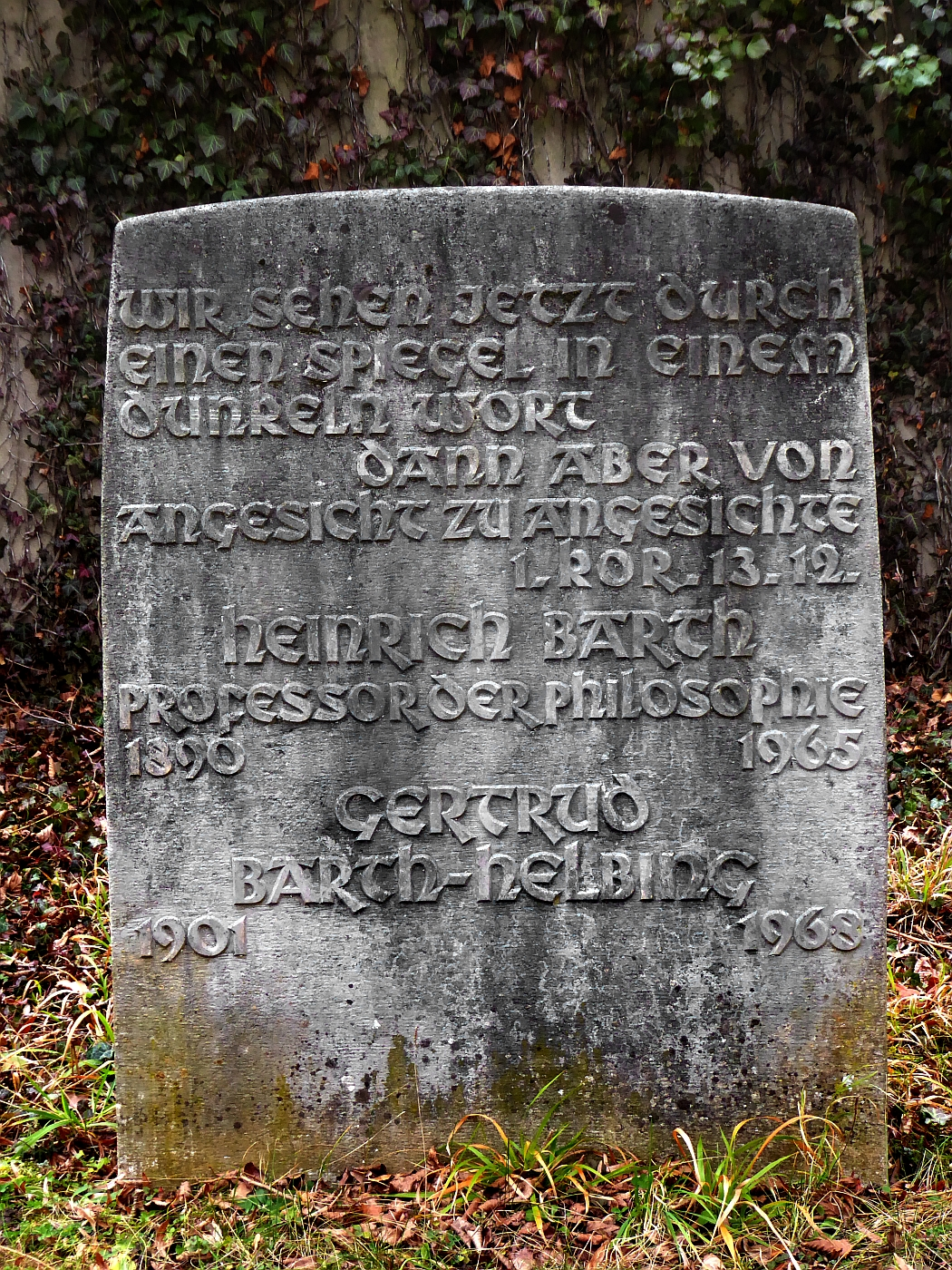
Ehrengrab auf dem Friedhof am Hörnli, Riehen, Basel-Stadt

Heinrich Barth (* 3. Februar 1890 in Bern; † 22. Mai 1965 in Basel) war ein Schweizer Vertreter der Existenzphilosophie.

## Leben
Barth war Sohn des Theologieprofessors Fritz Barth und Anna Katharina Barth, geborene Sartorius. Er hatte zwei Brüder, Karl und Peter, und zwei Schwestern, Katharina und Gertrud.
Seine Kindheit verbrachte Heinrich Barth in Bern, wo sein Vater an der Universität Bern ab 1891 eine Professur für Kirchengeschichte und Neues Testament innehatte. Er besuchte das Freie Gymnasium in Bern und studierte Philosophie und Altphilologie in Bern und Marburg. In Marburg hörte er bei Hermann Cohen und Paul Natorp. 1913 promovierte er in Bern bei Anna Tumarkin zum Dr. phil. Ab 1918 war Barth Lehrer an der Töchterschule in Basel. 1920 erfolgte die Habilitation an der Universität Basel, wo er von 1928 bis 1942 als außerordentlicher Professor und von 1942 bis 1960 als Lehrstuhlinhaber für Philosophie tätig war. Barth war verheiratet mit Gertrud Esther, geb. Helbing, der Tochter eines Basler Verlegers. 1959 erhielt Barth den Dr. theol. h. c. der Universität Bern.

## Philosophie
Barth wirkte zunächst beim Aufbau der dialektischen Theologie seines Bruders Karl mit. Seine philosophischen Arbeiten waren immer auch eine Auseinandersetzung mit theologischen Fragen.
Nach seiner Habilitationsschrift Die Seele in der Philosophie Platos (1921) erschien 1927, im Jahr von Heideggers Sein und Zeit, sein erstes Hauptwerk, die Philosophie der Praktischen Vernunft. Im Ausgang von Kants praktischer Philosophie entwickelt er darin schon die Grundzüge seiner eigenen Existenzphilosophie, wenngleich ohne den Terminus der Existenz ins Zentrum zu stellen. In der monumentalen zweibändigen, problemgeschichtlich orientierten Untersuchung Philosophie der Erscheinung (1947 und 1959) legte er den Grund zu seiner späteren, erscheinungsbezogenen Philosophie. In dem zusammenfassenden späten Hauptwerk Erkenntnis der Existenz (1965) entwarf er ausgehend von den Werken von Platon, Augustinus und Kant die Idee, dass Existieren als schrittweises Erkennen des in der jeweiligen Situation Gebotenen verstanden werden muss. Barth entwickelt dabei einen dialogischen Ansatz. In der Welt der Erscheinungen sind die in die Erscheinungen tretenden Menschen das, was den Menschen etwas angeht und zum Denken anregt. Die Verbindung zur Theologie zeigt sich wieder deutlich im Abhandlungsband Existenzphilosophie und neutestamentliche Hermeneutik (1967).

## Werke
- Descartes Begründung der Erkenntnis, 1913 (Diss.)
- Die Seele in der Philosophie Platos, 1921 (Habil.)
- Philosophie der Praktischen Vernunft, 1927
- Die Freiheit der Entscheidung im Denken Augustins, 1935
- Transzendierende Existenz. In: Studia philosophica: Schweizerische Zeitschrift für Philosophie, Bd. 7, 1947, S. 4–26 (archiviert in E-Periodica der ETH Zürich).
- Erkenntnis der Existenz. Grundlinien einer philosophischen Systematik, 1965. ISBN 978-3-7965-0019-0
- Existenzphilosophie und neutestamentliche Hermeneutik. Abhandlungen, in Verbindung mit Hans Grieder und Armin Wildermuth hrsg. von Günther Hauff, 1967. ISBN 978-3-7965-0020-6
- Philosophie der theoretischen Erkenntnis. Epistemologie, hrsg. von Christian Graf, Alice Loos und Harald Schwaetzer, Regensburg 2005. ISBN 3-89783-511-8
- Philosophie des Aesthetischen, hrsg. von Christian Graf, Cornelia Müller und Harald Schwaetzer, Regensburg 2006. ISBN 3-89783-545-2
- Grundriss einer Philosophie der Existenz, hrsg. von Christian Graf, Cornelia Müller und Harald Schwaetzer, Regensburg 2007. ISBN 978-3-89783-606-8
- Pestalozzi’s Erkenntnisse und Lehren, hrsg. von Johanna Hueck, Regensburg 2016. ISBN 978-3-89783-844-4